# Chaumont-sur-Tharonne

Chaumont-sur-Tharonne este o comună în departamentul Loir-et-Cher, Franța. În 1 ianuarie 2022 avea o populație de 1.045 de locuitori.